# Titu Maiorescu
Titu Liviu Maiorescu (15. ledna 1840, Craiova – 18. června 1917, Bukurešť) byl rumunský politik a literární kritik. V letech 1912–1913 byl premiérem Rumunska. V letech 1910–1914 ministrem zahraničních věcí. Byl představitelem Konzervativní strany (Partidul Conservator). Roku 1863 založil vlivnou literární skupinu Junimea. V Bukurešti je po něm dnes nazvána univerzita.